# Битва при Тезерзете (2008)
Би́тва при Тезерзе́те — вооружённый конфликт, произошедший 27 июня 2008 года близ базы Тезерзет в регионе Агадес Республики Нигер между силами Нигера и Нигерского движения за справедливость в ходе восстания туарегов 2007—2009 годов.

## Предыстория

### Прошлые восстания
В результате восстания туарегов 1990—1995 годов между правительством Нигера и нигерийскими повстанцами было заключено перемирие, по условиям которого под контроль повстанцев передавались многочисленные минеральные богатства страны, однако повстанцы утверждали, что данное требование не было выполнено.
Последние группы повстанцев подписали мирные соглашения в 1998 году. В результате достижения мира, однако, многие туареги были депортированы из страны: как боевики, так и мирные жители. Некоторые представители туарегов, сумевшие занять государственные должности, были арестованы, как, например, министр туризма Нигера Рисса Аг Була. Подобное обращение с туарегами вызвало недовольство у последних, что привело к вооружённым столкновениям.

### Восстание 2007—2009 годов
К лету 2007 года, однако, информации о вооружённых столкновениях с участием повстанцев-туарегов было немного. Правительство Нигера заявило, что нападения организуются бандами преступников, занимающихся продажей наркотических веществ, а также предположило, что столкновения могут финансироваться иностранными государствами или корпорациями, в частности, французской горнодобывающей компанией «Areva». Три нигерийские газеты предположили, что за нападениями может стоять правительство Ливии, однако та, в свою очередь, пригрозила им судебным иском.
В свою очередь, Нигерское движение за справедливость изображали свою деятельность как направленную на всех жителей страны, а не только на туарегов, несмотря на то, что именно последние являлись организаторами восстания. 21 декабря 2007 года политический секретарь движения, Ахмед Аколи Аколи среди требований повстанцев выделил децентрализацию власти, «этнический баланс», прозрачность в добыче ресурсов на севере страны, набор военных из туарегского населения и другие.

## Ход битвы
27 июня 2008 года войска Нигера начали наступление на базу Тезерзет, фактически представлявшую из себя руины школьного здания и колодец близ него, пехотой, поддержанной танками и двумя вертолётами, и взяли базу.

## Потери
Стороны конфликта предлагают различные взгляды на потери в данной битве. По данным Нигерийского движения за справедливость, войска правительства потеряли 1 танк и 1 вертолёт. Что касается потерь самого движения, то Нигер говорит о 17 погибших и трёх уничтоженных автомобилях, а движение — лишь о трёх погибших и четырёх раненых и пленных.
Командир войск Нигерийского движения за справедливость, Ачариф Мохамед Мохтар, бывший капитан нигерийской армии и вице-президент движения, погиб в бою, однако повстанцы утверждают, что он был найден войсками Нигера живым, с оторванной ногой, но был казнён солдатами правительства, в чём обвиняет армию движение.